# ユニオンケミカー
ユニオンケミカーは、日本の文房具、プリンタサプライメーカーである。

## 沿革
- 1905年　小坂弥之助により創業。カーボン紙の製造・販売行う
- 1920年　法人設立。この当時の社名は「カーボンペーパー株式会社」であった
- 1950年　裏カーボン複写紙の製造を始める
- 1971年　将来のコンピュータ社会に対応すべく、コンピュータ端末やタイプライターなどのインクリボン、輪転機用インクロールの製造開始
- 1973年　レタリング用品「デカドライ」総代理店
- 1978年　OA用フィルムリボン生産開始。修正液「ワンタッチ!」発売
- 1984年　修正テープの原点となるドライタイプの転写修正シート「Fasto（ファスト）」発売
- 1986年　現社名
- 1987年　プッシュ式容器を採用した修正ペン「WEMEE（ウィミー）」発売
- 1988年　修正液の増量版「修正ペン300」発売
- 1989年　イギリスに現地法人「ユニオンケミカーUK」設立
- 1990年　修正テープ「消シマウスミニ」発売、以後修正テープ「消シマウスシリーズ」が続々発売される
- 1992年　中華人民共和国「聨合事務用品（天津）有限公司」と、アメリカ合衆国現地法人「ユニオンケミカーアメリカ」がそれぞれ設立
- 1993年　トナーカートリッジのリサイクルシステム「トナーリペアーシステム」開発
- 1995年　インクジェットプリンターの詰め替えインク開発
- 1996年　剥がせる蛍光テープ「ピロス」開発
- 1997年　国際品質保証「ISO9001」認証
- 2000年　ラージフォーマットインクジェット「U-Media（ユーメディア）」開発
- 2001年　普通紙ファクシミリ用インクリボン発売
- 2002年　国際環境マネージメント規格「ISO14001」本社工場が認証
- 2004年　インクジェット用インクの開発開始
- 2007年　色付き修正テープ「Colors（カラーズ）」発売
- 2009年　文字を目立たせるデザイン入りテープマーカー「Lines」開発
- 2011年　極薄テープを搭載した修正テープ「消しマウスHG16」の開発・生産を開始
- 2013年　上海拠点：友凝薄膜制品<上海>有限公司　を設立
- 2014年　錠剤印刷用インクジェットインクの開発・生産を開始/メキシコ拠点：ユニオンケミカー メキシコ S.A. de C.V.を設立
- 2016年　「可食性インク ラボ」を本社に開設し、専用Webサイト「foodprint-ink.com」の運営を開始
- 2017年　インド拠点：ユニオンケミカー インド Pvt. Ltd.を設立
- 2019年　サーマルインクジェット・プリントシステムのブランド「WOCCS」を立ち上げ、販売を開始
- 2020年　「WOCCS」ブランド専用Webサイト「https://www.woccs.jp/」の運営を開始
- 2021年　「大阪ものづくり優良企業賞2021」で、夢・未来・ORIST賞(地方独立行政法人大阪産業技術研究所理事長賞)を受賞

## 取扱商品
- インクジェットプリンタ用インク(可食性/工業系)
- サーマルインクジェットプリンタ用インク
- サーマルプリンタ用熱転写リボン
- ドットインパクトプリンタ用リボン
- 転写テープ(修正テープ/テープのり/デコレーションテープ 他)
- 複写関連用品(カーボン紙 他)
- ハンディプリンター、フードプリンター　など

## 事業所
- 本社、工場、大阪営業　大阪府枚方市
- 東京営業　東京都台東区
- 国外法人　イギリス、アメリカ合衆国、天津、オランダ、上海、ドイツ、インド